# Болазек
Болазе́к (фр. Bolazec) — муниципалитет во Франции, в регионе Бретань, департамент Финистер, округ Шатлолен, кантон Каре-Плугер. Население — 205 человек (2016).
Муниципалитет расположен на расстоянии 440 км к западу от Парижа, 150 км на западу от Ренна, 65 км северо-восточнее Кемпера.

## Экономика
В 2007 году среди 123 человек в трудоспособном возрасте (15-64 лет) 90 были активные, 33 — неактивные (показатель активности 73,2 %, в 1999 году было 58,9 %). С 90 активных работало 79 человек (48 мужчин и 31 женщина), безработных было 11 (6 мужчин и 5 женщин)..
В 2008 году в муниципалитете числилось 106 налогооблагаемых домохозяйств в которых проживало 215 человек, медиана доходов выносила 12 619 евро на одного потребителя.